# Козловский район
Козло́вский райо́н (чув. Куславкка районĕ) — административно-территориальная единица в Чувашской Республике России. В рамках организации местного самоуправления в границах района существует муниципальное образование Козловский муниципальный округ (с 2004 до 2022 гг. — муниципальный район).
Административный центр — город Козловка.

## География
Район расположен в северо-восточной части республики на правом берегу реки Волги. Площадь района — 516,8 км². В состав района на севере входит остров (и одноимённая деревня) Криуши и другие острова. На востоке и юго-востоке граничит с Республикой Татарстан (Зеленодольский район), на северо-востоке, по Волге с республикой Марий Эл (Волжский и Звениговский районы), на юге и юго-западе — с Урмарским, на западе — с Цивильским, на северо-западе — с Мариинско-Посадским районами. Протяжённость района с севера на юг составляет 50 км, с запада на восток — 70 км.

## История
Район образован 5 сентября 1927 года. 21 июля 1959 года к Козловскому району была присоединена часть территории упразднённого Октябрьского района.

## Население
| 1993    | 1997    | 2001    | 2002    | 2005    | 2009    | 2010    | 2011    | 2012    |
| ------- | ------- | ------- | ------- | ------- | ------- | ------- | ------- | ------- |
| 27 600  | ↘13 800 | ↗26 500 | ↘26 388 | ↘25 300 | ↘23 701 | ↘21 649 | ↘21 571 | ↘21 192 |
| 2013    | 2014    | 2015    | 2016    | 2017    | 2018    | 2019    | 2020    | 2021    |
| ↘20 873 | ↘20 515 | ↘20 107 | ↘19 727 | ↘19 273 | ↘18 944 | ↘18 445 | ↘18 165 | ↘15 497 |

### Национальный состав
По данным переписи населения 2010 года в населении Козловского района преобладают чуваши (67 %), русские проживают в русских населённых пунктах Карцев-Починок, Воробьёвка, Верхний Курган. Татары проживают в двух селениях на границе с Татарстаном — Альменево и Янгильдино. Многонациональными с преобладанием чувашского населения являются город Козловка и станция Тюрлема.
| Национальность | Число указавших национальность и доля от населения района |
| -------------- | --------------------------------------------------------- |
| Чуваши         | 67,25 % (14 560)                                          |
| Русские        | 25,06 % (5426)                                            |
| Татары         | 5,50 % (1190)                                             |

### Урбанизация
В городских условиях (город Козловка) проживают 50,21 % населения района.

## Территориальное устройство
В рамках административно-территориального устройства, район делится на 10 административно-территориальных единиц — 1 городское и 9 сельских поселений.
В рамках организации местного самоуправления с 2004 до 2022 гг. муниципальный район включал 10 муниципальных образований, в том числе 1 городское и 9 сельских поселений, которые к 1 января 2023 года были упразднены и объединены в единый муниципальный округ.
| №  | Поселение                             | Административный центр  | Количество населённых пунктов | Население (чел.) | Площадь (км²) |
| -- | ------------------------------------- | ----------------------- | ----------------------------- | ---------------- | ------------- |
| 1  | Козловское городское поселение        | город Козловка          | 4                             | ↘7899            | 50,76         |
| 2  | Андреево-Базарское сельское поселение | деревня Андреево-Базары | 12                            | ↘934             | 55,62         |
| 3  | Аттиковское сельское поселение        | село Аттиково           | 10                            | ↘857             | 56,30         |
| 4  | Байгуловское сельское поселение       | село Байгулово          | 2                             | ↘728             | 30,42         |
| 5  | Емёткинское сельское поселение        | деревня Емёткино        | 9                             | ↘925             | 41,72         |
| 6  | Карамышевское сельское поселение      | село Карамышево         | 7                             | ↘1572            | 51,08         |
| 7  | Карачевское сельское поселение        | деревня Илебары         | 9                             | ↘689             | 37,58         |
| 8  | Солдыбаевское сельское поселение      | деревня Солдыбаево      | 4                             | ↘935             | 69,03         |
| 9  | Тюрлеминское сельское поселение       | станция Тюрлема         | 7                             | ↘1873            | 80,92         |
| 10 | Янгильдинское сельское поселение      | село Янгильдино         | 4                             | ↘597             | 43,32         |

## Населённые пункты
В Козловском районе (муниципальном округе) расположено 67 населённых пунктов, из которых 1 город и 66 сельских населённых пунктов:
| №  | Населённый пункт  | Тип     | Население | Поселение                             |
| -- | ----------------- | ------- | --------- | ------------------------------------- |
| 1  | Аблязово          | деревня | ↗46       | Андреево-Базарское сельское поселение |
| 2  | Айдарово          | деревня | ↘16       | Андреево-Базарское сельское поселение |
| 3  | Альменево         | деревня | ↗171      | Янгильдинское сельское поселение      |
| 4  | Андреево-Базары   | деревня | ↗463      | Андреево-Базарское сельское поселение |
| 5  | Аттиково          | село    | ↗198      | Аттиковское сельское поселение        |
| 6  | Байгулово         | село    | ↗918      | Байгуловское сельское поселение       |
| 7  | Байметево         | деревня | ↗33       | Аттиковское сельское поселение        |
| 8  | Баланово          | деревня | ↗97       | Карачевское сельское поселение        |
| 9  | Бигильдино        | деревня | ↗62       | Карачевское сельское поселение        |
| 10 | Бишево            | деревня | ↗143      | Емёткинское сельское поселение        |
| 11 | Верхнее Анчиково  | деревня | ↗45       | Аттиковское сельское поселение        |
| 12 | Верхнее Байгулово | деревня | ↗112      | Байгуловское сельское поселение       |
| 13 | Верхний Курган    | деревня | ↘44       | Козловское городское поселение        |
| 14 | Воробьевка        | деревня | ↘7        | Тюрлеминское сельское поселение       |
| 15 | Вурманкасы        | деревня | ↗54       | Емёткинское сельское поселение        |
| 16 | Гришкино          | деревня | ↗42       | Емёткинское сельское поселение        |
| 17 | Дятлино           | деревня | ↗431      | Солдыбаевское сельское поселение      |
| 18 | Емёткино          | деревня | ↗427      | Емёткинское сельское поселение        |
| 19 | Илебары           | деревня | ↗254      | Карачевское сельское поселение        |
| 20 | Казаково          | деревня | ↗77       | Аттиковское сельское поселение        |
| 21 | Калугино          | деревня | ↗50       | Андреево-Базарское сельское поселение |
| 22 | Карамышево        | село    | ↗567      | Карамышевское сельское поселение      |
| 23 | Карачево          | село    | ↗129      | Карачевское сельское поселение        |
| 24 | Картлуево         | деревня | ↗533      | Карамышевское сельское поселение      |
| 25 | Карцев-Починок    | деревня | ↗135      | Козловское городское поселение        |
| 26 | Катергино         | деревня | ↗62       | Емёткинское сельское поселение        |
| 27 | Кинеры            | деревня | ↗142      | Карамышевское сельское поселение      |
| 28 | Козловка          | город   | ↘7781     | Козловское городское поселение        |
| 29 | Криуши            | деревня | ↗226      | Карамышевское сельское поселение      |
| 30 | Кудемеры          | деревня | ↗103      | Андреево-Базарское сельское поселение |
| 31 | Курочкино         | деревня | ↗151      | Тюрлеминское сельское поселение       |
| 32 | Липово            | деревня | ↗210      | Емёткинское сельское поселение        |
| 33 | Малое Бишево      | деревня | ↗112      | Карачевское сельское поселение        |
| 34 | Малое Карачево    | деревня | ↗69       | Карачевское сельское поселение        |
| 35 | Мартыново         | деревня | ↗95       | Аттиковское сельское поселение        |
| 36 | Масловка          | деревня | ↗54       | Янгильдинское сельское поселение      |
| 37 | Можары            | деревня | ↗363      | Карамышевское сельское поселение      |
| 38 | Мурзаево          | деревня | ↗96       | Карамышевское сельское поселение      |
| 39 | Нижнее Анчиково   | деревня | ↗69       | Аттиковское сельское поселение        |
| 40 | Новая Деревня     | деревня | ↗55       | Емёткинское сельское поселение        |
| 41 | Новая Тюрлема     | деревня | ↗332      | Тюрлеминское сельское поселение       |
| 42 | Новое Шутнерово   | деревня | ↘114      | Андреево-Базарское сельское поселение |
| 43 | Новородионовка    | деревня | ↗10       | Козловское городское поселение        |
| 44 | Олмалуй           | деревня | ↗14       | Андреево-Базарское сельское поселение |
| 45 | Осинкино          | деревня | ↗143      | Карачевское сельское поселение        |
| 46 | Осиново           | деревня | ↗170      | Емёткинское сельское поселение        |
| 47 | Пиженькасы        | деревня | ↗102      | Андреево-Базарское сельское поселение |
| 48 | Пиндиково         | деревня | ↗307      | Солдыбаевское сельское поселение      |
| 49 | Решетниково       | деревня | ↗112      | Аттиковское сельское поселение        |
| 50 | Семенчино         | деревня | ↗169      | Янгильдинское сельское поселение      |
| 51 | Сирекли           | деревня | ↗67       | Емёткинское сельское поселение        |
| 52 | Солдыбаево        | деревня | ↗555      | Солдыбаевское сельское поселение      |
| 53 | Старая Тюрлема    | деревня | ↗583      | Тюрлеминское сельское поселение       |
| 54 | Тоганашево        | деревня | ↗131      | Аттиковское сельское поселение        |
| 55 | Токташево         | деревня | ↗88       | Солдыбаевское сельское поселение      |
| 56 | Толбаево          | деревня | ↗25       | Карачевское сельское поселение        |
| 57 | Тюрлема           | станция | ↗1325     | Тюрлеминское сельское поселение       |
| 58 | Уразметево        | деревня | ↗343      | Тюрлеминское сельское поселение       |
| 59 | Чешлама           | деревня | ↗252      | Аттиковское сельское поселение        |
| 60 | Чешлама           | разъезд | →3        | Аттиковское сельское поселение        |
| 61 | Чувашское Исенево | деревня | ↘22       | Андреево-Базарское сельское поселение |
| 62 | Шималахово        | деревня | ↗8        | Андреево-Базарское сельское поселение |
| 63 | Шименеево         | деревня | ↗247      | Карамышевское сельское поселение      |
| 64 | Шутнерово         | село    | ↗124      | Андреево-Базарское сельское поселение |
| 65 | Ягунькино         | деревня | ↘116      | Карачевское сельское поселение        |
| 66 | Янгильдино        | село    | ↘377      | Янгильдинское сельское поселение      |
| 67 | Янтиково          | деревня | ↗287      | Андреево-Базарское сельское поселение |

Упразднённые населённые пункты
- 2025 год — разъезд Воробьевка.

## Природа
Козловский район занимает северную часть Приволжской возвышенности. Рельеф пологохолмистый, сильно расчленённый оврагами и долинами рек. Овраги имеют глубину вреза до 35 м, протяжённость — 10—12 км.
Из полезных ископаемых имеются месторождения торфа, которые используются в сельском хозяйстве для удобрения полей. Детально разработаны три небольших месторождения карбонатный пород: Курочкинское, Козловское 1 и Козловское 2 (Слободское). Для производства кирпича разрабатываются суглинки и глины Козловского месторождения, расположенные в 0,5 км от села Беловолжского. Козловский район считается перспективным в отношении выявления месторождений нефти, но пробурённые поисково-разведочными скважинами нефть промышленного значения не обнаружена.
Климат района умеренно континентальный с продолжительной холодной зимой и тёплым, иногда жарким летом. Средняя температура января −13 °C, июля 18,6 °C. Абсолютный минимум температуры достигал −44 °C, абсолютный максимум доходил до 46 °C. За год количество выпавшей влаги составляет 513 мм.
Гидроресурсы Козловского района представлены 30-километровым участком Волги Куйбышевского водохранилища и нижнего течения реки Аниш. Правый берег водохранилища высокий, не затопляемый, кроме устья Аниша. Ширина водохранилища на этом участке 2—4 км, глубина — 6—8 м. Река Аниш протекает по территории района и впадает в Куйбышевское водохранилище.
Большую часть территории занимают дерново-слабоподзолистые почвы, расположенные в восточной половине района. В западной половине района преобладают благоприятные для ведения сельского хозяйства типично серые лесные почвы. В северо-восточной части есть небольшие участки тучных чернозёмов. По долинам рек распространён комплекс дерново-пойменных аллювиальных почв.
Растительность — в основном сельскохозяйственные культуры, занимающие обширные поля. Леса представлены вдоль реки Волга. Наибольшие по площади 2 лесных участка: Тюрлеминский и Тоганашевский. Леса имеют водоохранное, эрозионное значение. Козловский район — один из малолесных в республике, его лесистость составляет 6,0 %. После 50-х годов XX века на территории района созданы полезащитные полосы, преимущественно берёза, дуб. Для остановки растущих оврагов использовалась сосна, липа. Лесообразующими породами естественного происхождения является дуб (св. 80 % покрытой лесом площади), а также осина, липа, ольха, сосна. Все леса района имеют защитные и рекреационные значение. На сегодняшний день имеются значительное количество земель назначения зарастающих самосевом берёзы, сосны. Кроме полей и лесов растительность представлена лугами и отдельными участками степей.

## Экономика
Экономика района характеризуется развитой промышленностью, представленной машиностроением и металлообработкой, лесной и деревообрабатывающей, а также лёгкой и пищевой отраслями. Почти все предприятия размещаются в Козловке.
В сельской местности большинство хозяйств имеют мельницы, скотоубойные пункты, зернодробилки, столярно-плотничные и ремонтные мастерские и др. Сельскохозяйственные угодья составляют 37,7 тыс. га, в том числе пашня — 28,9 тыс. га. Развито как животноводство, так и растениеводство, в соотношении 47 и 53 %. Основное направление производства — мясо-молочное с развитым свиноводством, хмелеводством. Козловский район производит зерновые и кормовые культуры, картофель, овощи, молоко, мясо, яйцо, шерсть, хмель.

## Транспорт
Транспорт на территории района представлен железнодорожным, автомобильным и речным видами. Проходит железная дорога «Канаш — Юдино» протяжённостью по территории района 23 км, имеется станция Тюрлема. С запада на восток район пересекается автодорогой общероссийского значения «Нижний Новгород—Казань». По ней осуществляются основные межрайонные и внутрирайонные связи. Важное экономическое значение имеют также автомобильные дороги «Козловка — Тюрлема», «Первое Чурашево — Андреево-Базары» и другие. Наибольшая интенсивность связи с Тюрлемой.
Протяжённость речного пути по Волге в границах района составляет 30 км, на этом участке расположена единственная пристань Козловка, осуществляются грузовые и пассажирские операции. Для обслуживания пассажирских перевозок на период навигации устанавливается дебаркадер.